# NGC 6789
NGC 6789 é uma galáxia irregular (Im) localizada na direcção da constelação de Draco. Possui uma declinação de +63° 58' 19" e uma ascensão recta de 19 horas, 16 minutos e 41,7 segundos.
A galáxia NGC 6789 foi descoberta em 30 de Agosto de 1883 por Lewis A. Swift.